# Logan (Virginie-Occidentale)
Pour les articles homonymes, voir Logan.
La ville de Logan est le siège du comté de Logan, situé dans l’État de Virginie-Occidentale, aux États-Unis. Sa population s’élevait à 1 779 habitants lors du recensement de 2010, estimée à 1 511 habitants en 2018.

## Histoire
D’abord appelée Lawnsville ou Logan Court House, la ville prend le nom d’Aracoma en 1844, en l’honneur de la fille de Cornstalk, un chef shawnee. Elle adopte le même nom que son comté en 1907.

## Personnalité liée à la ville
- Devil Anse Hatfield, patriarche du clan Hatfield, y est né en 1839.